# Renealmia pallida
Renealmia pallida är en enhjärtbladig växtart som beskrevs av Paulus Johannes Maria Maas. Renealmia pallida ingår i släktet Renealmia och familjen Zingiberaceae.
Artens utbredningsområde är Peru. Inga underarter finns listade i Catalogue of Life.